# Helmut Horn (Jurist)
Helmut Horn (* 30. März 1915 in Böhringen; † 6. September 1983 in Winnenden) war ein deutscher Jurist.

## Leben
Horn studierte Rechtswissenschaften an der Eberhard Karls Universität Tübingen. Seit 1933 war er Mitglied der Studentenverbindung AV Virtembergia Tübingen. Er wurde 1940 in Tübingen zum Doktor der Rechte promoviert und legte 1950 die zweite juristische Staatsprüfung ab.
Bereits 1954 wurde er zum Oberlandesgerichtsrat ernannt. 1965 wurde er Senatspräsident und 1969 Vizepräsident des Oberlandesgerichts Stuttgart. 1972 wechselte er an das Landgericht Stuttgart als Präsident. Von 1974 bis 1980 war er Präsident des Oberlandesgerichts Stuttgart.
Zudem war er von 1979 bis 1983 Präsident des Staatsgerichtshofs von Baden-Württemberg. Diesem gehörte er bereits von 1967 bis 1976 als stellvertretender Richter und von 1976 bis 1979 als Vizepräsident an.
1980 wurde Horn das Große Bundesverdienstkreuz mit Stern verliehen. 

## Werke
- Rechtsbegründende Wirkung des Einwandes der unzulässigen Rechtsausübung?, Tübingen 1940.